# Thomas Christian Tychsen
Thomas Christian Tychsen, né le 8 mai 1758 à Horsbüll et mort le 23 octobre 1834 à Göttingen, est un théologien luthérien et un orientaliste allemand.

## Biographie
Né à Horsbüll, dans le duché de Schleswig, il étudie la théologie et la philosophie à l'université de Kiel et de Göttingen. Diplômé en 1783, il obtient une bourse qui lui permet de voyager en France, en Espagne, en Italie et en Autriche. Il entre en 1785 comme professeur agrégé à la faculté de théologie de l'université de Göttingen : il s'intéresse aux études orientales, et étudia les antiquités orientales du cabinet des monnaies de Göttingen.
Thomas Christian Tychsen est le père de Cécilie et Adelheid Tychsen. Cécilie, grand amour du jeune poète Ernst Schulze, meurt à 18 ans (1794-1812).

## Œuvres
- Commentatio de Quinti Smyrnaei Paralipomenis Homeri (édition de Quintus de Smyrne), Göttingen 1783;
- De Parousia Christi et notationibus de adventu Christi in Novo Testamento, Göttingen 1785 ;
- Archäologie der Hebräer (« Histoire des Hébreux »), Göttingen 1789 ;
- Commentatio prior observationes historico-criticas de Zoroastre ejusque scriptis et placitis exhibens, 1791 ;
- Ueber den Luxus der Athenienser u. dessen Einfluß auf den Staat (« Sur le luxe d'Athènes et de son influence sur l'État »), Göttingen 1792 ;
- Grdr. der Diplomatik, Göttingen 1802;
- De Afganorum origine et historia commentatio, Göttingen 1804;
- De commerciis et navigationibus Hebraeorum ante exilium babylonicum commentatio, Göttingen 1805;
- Honores civibus de patria bene meritis apud Athenienses habiti, Göttingen 1810;
- De poeseos Arabum origine et indole antiquissima commentatio, Göttingen 1816;
- Grammatik der arab. Schriftsprache, Göttingen 1823. Cette Grammaire arabe connut un grand succès ;
- Ouvrages de numismatique :
  - De numis Cuficis in Bibliotheca Regia Gottingensis adservetis, Göttingen 1789 ;
  - De numis orientalibus in Bibliotheca Regia Gottingensi adservatis., Göttingen 1789 ;
  - De numis Hasmonaeorum paralipomena, Göttingen 1792 ;
  - De numis Arabico-Hispanicis Bibliothecae Regiae Gottingensis, Göttingen 1796 ;
  - De numis Iudieis maxime in Bibliotheca Regia Gottingensi adservatis, Göttingen 1798 ;
  - De numis veterum Persarum, Göttingen 1808 ;